# Ladná
Ladná (en allemand : Rampersdorf) est une commune du district de Břeclav, dans la région de Moravie-du-Sud, en République tchèque. Sa population s'élevait à 1 231 habitants en 2020.

## Géographie
Ladná se trouve à 6 km au nord de Břeclav, à 48 km au sud-sud-est de Brno et à 226 km à l'est-sud-est de Prague.
La commune est limitée par Podivín au nord-ouest et nord, par Velké Bílovice au nord-est, par Moravský Žižkov à l'est, par Břeclav au sud, et par Lednice à l'ouest.

## Histoire
La première mention écrite de la localité date de 1270.